# Lana Condor

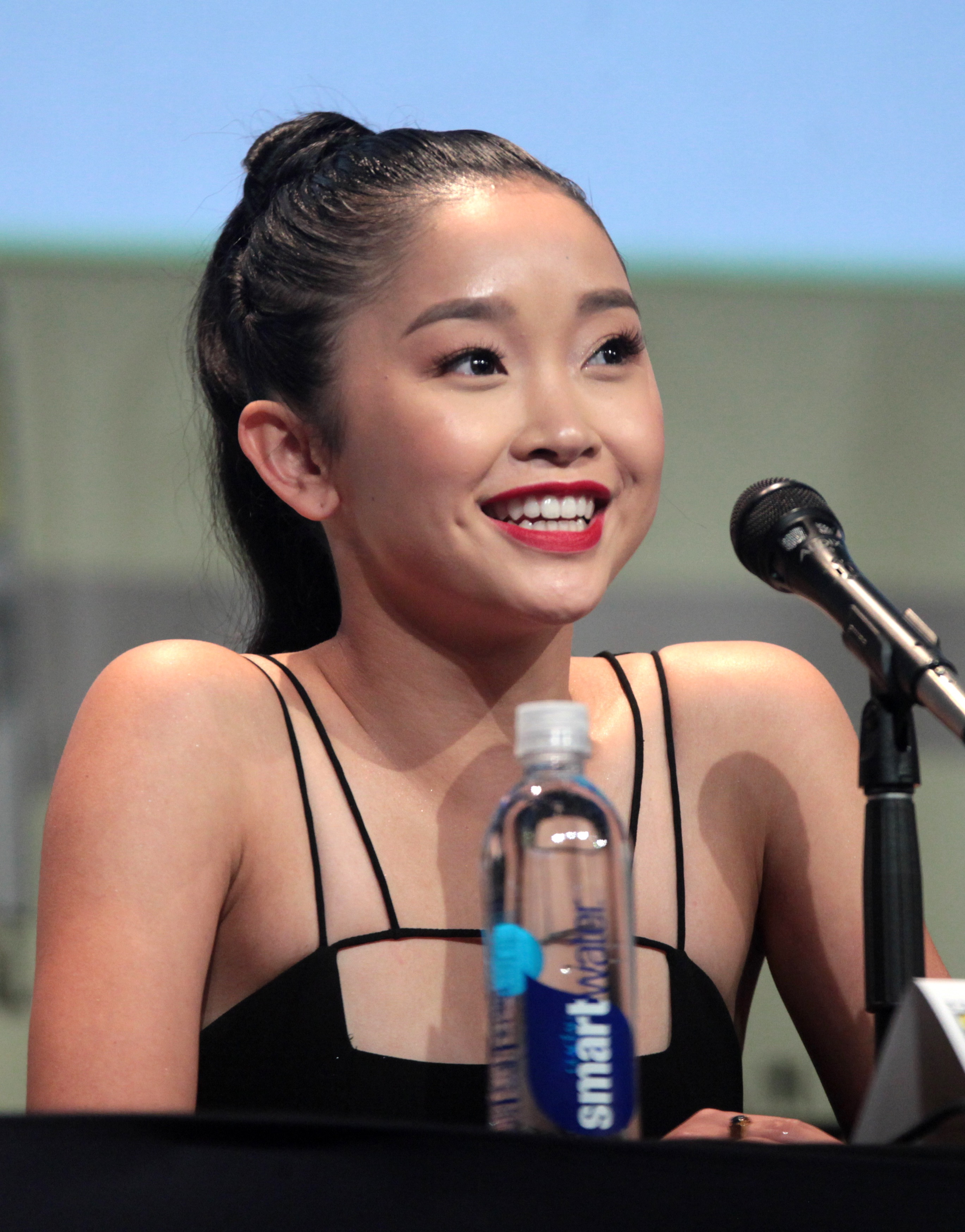
Lana Condor auf der San Diego Comic-Con 2015

Lana Therese Condor (* 11. Mai 1997 in Cần Thơ, Vietnam als Tran Dong Lan) ist eine amerikanische Schauspielerin vietnamesischer Herkunft.

## Früheres Leben
Condor wuchs in Chicago, Illinois, auf. Sie wurde am 6. Oktober 1997 zusammen mit ihrem nichtbiologischen Bruder Arthur von den amerikanischen Eltern Mary Carol (geb. Haubold) und Bob Condor adoptiert. Bei ihrer Geburt hieß Condor Tran Dong Lan, aber nach ihrer Adoption wurde sie Lana Therese Condor getauft. Bob Condor ist ein Journalist, der zweimal für den Pulitzer-Preis nominiert war, und der zeitweise Vizepräsident von Yahoo! Sport war. Condor und ihre Familie lebten in Whidbey Island, Washington und New York City, bevor sie sich im Alter von 15 Jahren in Santa Monica, Kalifornien, niederließ.
Condor studierte als Kind Ballett, trainierte beim Joffrey Ballet, der Rock School for Dance Education und beim Alvin Ailey American Dance Theater. Sie tanzte weiter mit dem Los Angeles Ballet und trainierte bei The Groundlings im Improvisationstheater. Condor nahm Schauspielunterricht an der New York Film Academy und am Yale Summer Conservatory for Actors. 2014 bekam sie ein Theaterstipendium an der California State Summer School für Kunst. Condor wurde an der Professional Performing Arts School in New York City ausgebildet. 2015 absolvierte sie die Notre Dame Academy in Los Angeles. 2016 wurde sie an der Loyola Marymount University angenommen, entschied sich aber, ihr Studium zu verschieben, um sich der Schauspielerei zu widmen.
Condor ist seit 2015 mit dem Sänger und Schauspieler Anthony De La Torre liiert. Im Januar 2022 gaben Condor und De La Torre ihre Verlobung bekannt. Das Paar heiratete im Oktober 2024.

## Karriere
Ihr Debüt gab Condor als mutierte Jubilee in Bryan Singers Superheldenfilm X-Men: Apocalypse, der am 27. Mai 2016 veröffentlicht wurde. Als Nächstes erschien sie in Peter Bergs Filmdrama Boston (Patriots Day), der die Ereignisse und die Bombardierung des Boston-Marathons darstellt. Der Film wurde auf dem AFI Fest uraufgeführt und am 21. Dezember 2016 theatralisch veröffentlicht. Im darauffolgenden Jahr spielte sie neben James Franco und Julia Jones im romantischen Thriller-Fernsehfilm High School Lover, der am 4. Februar 2017 seine Premiere hatte, die Hauptrolle.
Condor porträtierte die Hauptrolle von Lara Jean Covey in Susan Johnsons romantischem Filmdrama To All the Boys I’ve Loved Before basierend auf Jenny Hans Roman für junge Erwachsene unter demselben Namen. Der Film wurde am 17. August 2018 von Netflix veröffentlicht. In der im Februar 2020 veröffentlichten Fortsetzung To All the Boys: P.S. I Still Love You verkörperte sie diese Rolle erneut. Sie wurde außerdem als Koyomi K. in Robert Rodriguez’ Science-Fiction-Film Alita: Battle Angel, der von James Cameron produziert wurde und auf der Comic-Reihe von Yukito Kishiro basiert, besetzt. Der Film ist am 21. Dezember 2018 erschienen.

## Filmografie
- 2016: X-Men: Apocalypse
- 2016: Boston (Patriots Day)
- 2017: High School Lover
- 2018: To All the Boys I've Loved Before
- 2018–2019: Deadly Class (Fernsehserie, 10 Folgen)
- 2019: Alita: Battle Angel
- 2019: Summer Night
- 2019: Rilakkuma und Kaoru (Rilakkuma to Kaorusan, Fernsehserie, 13 Folgen, Stimme von Kaoru)
- 2019: BoJack Horseman (Fernsehserie, 2 Folgen, Stimme von Casey McGarry)
- 2020: To All the Boys: P.S. I Still Love You
- 2021: To All the Boys: Always and Forever
- 2022: Moonshot
- 2022: Boo, Bitch (Fernsehserie, 8 Folgen)
- 2023: Ruby taucht ab (Ruby Gillman, Teenage Kraken, Stimme von Ruby Gillman)
- 2024: Abbott Elementary (Fernsehserie, 2 Folgen)
- 2025: Valiant One
- 2025: Worth the Wait